# Zoom Corporation
Zoom Corporation é uma produtora japonesa de equipamentos de áudio e produz pedais de efeitos para guitarra e gravadores digitais, entre outros. A empresa, com sede em Tóquio, foi fundada em 1983 e faz parte do conglomerado Samson Technologies.

## Produtos(seleção)

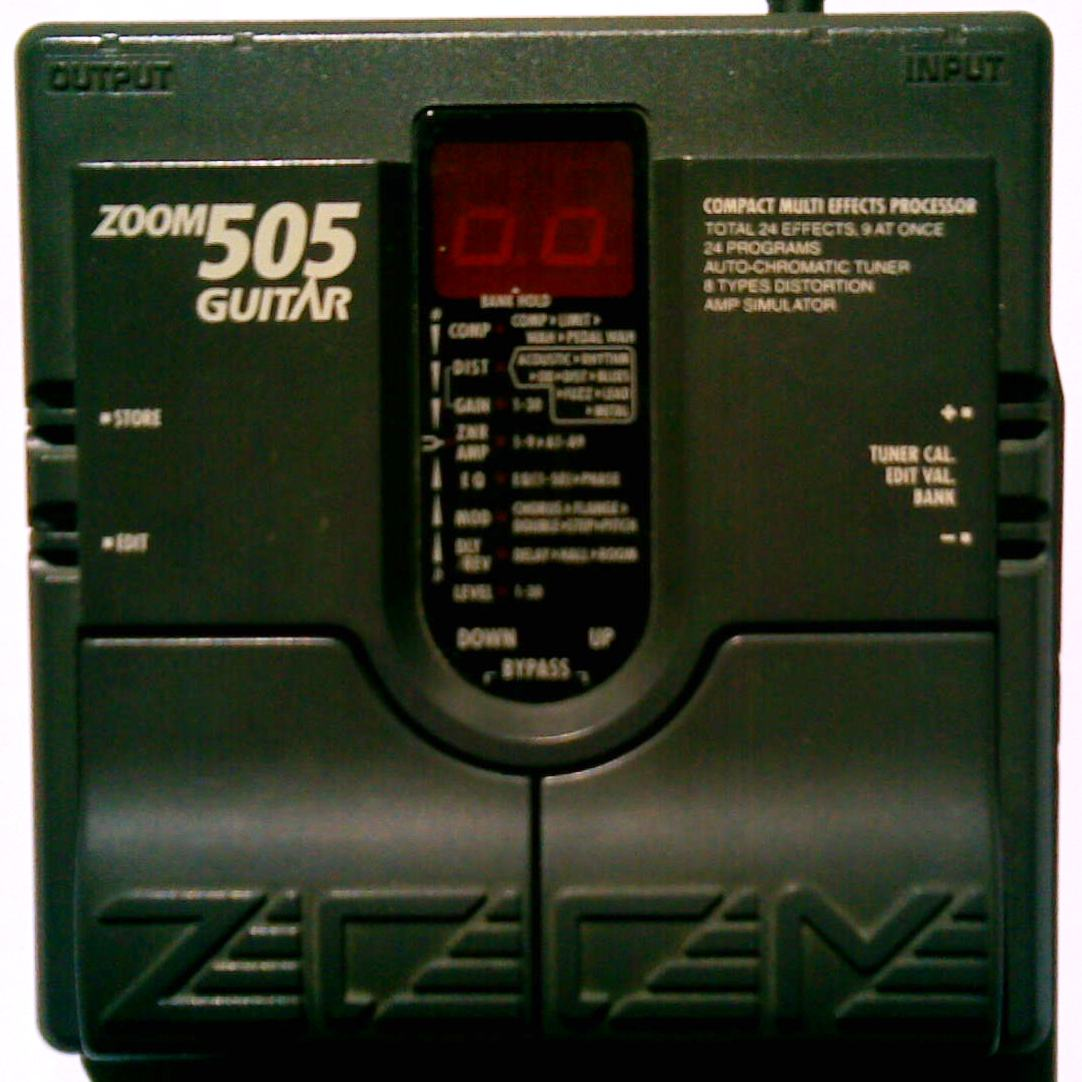
Zoom 505

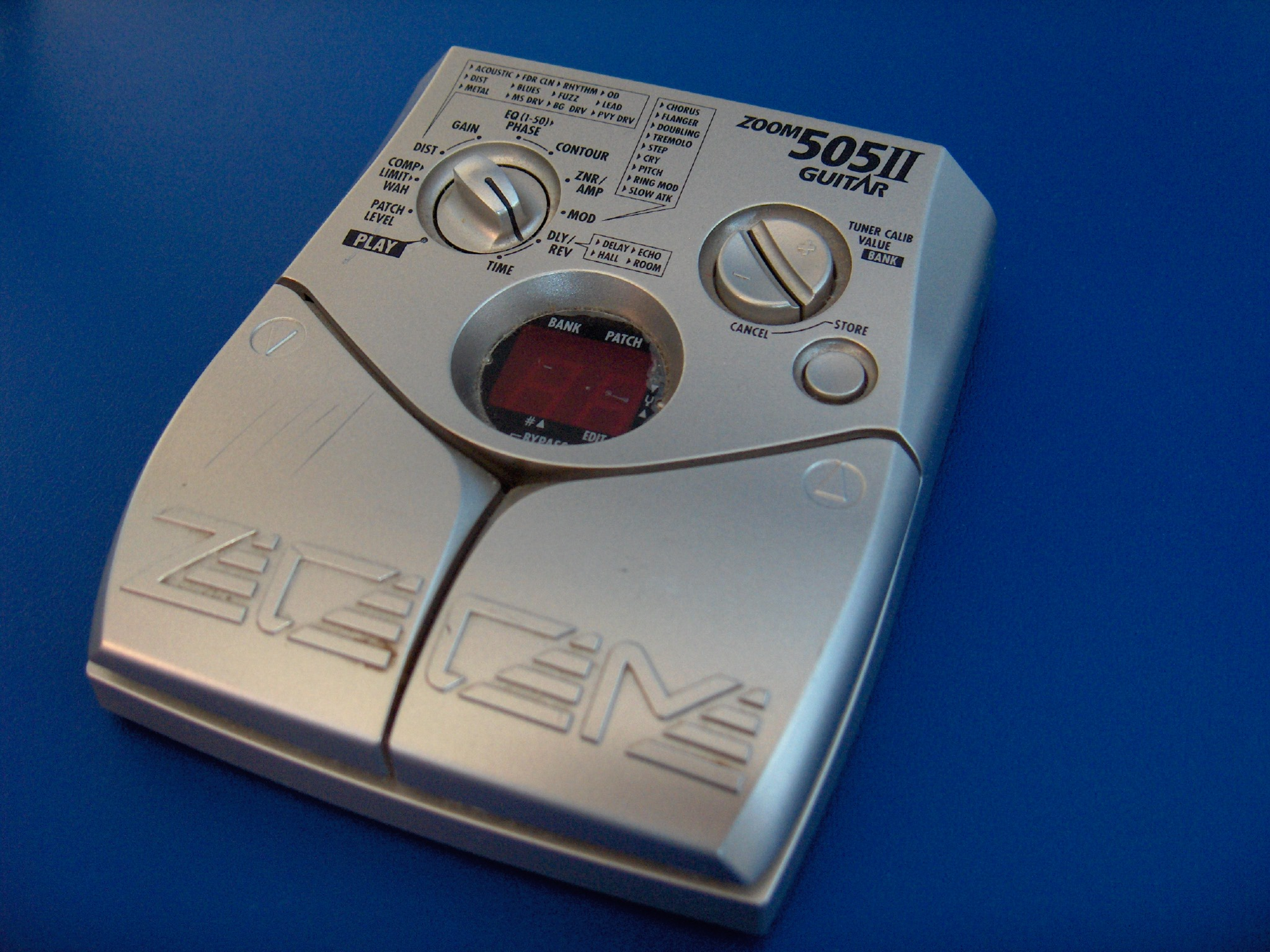
Modelo Zoom 505 II

O Zoom 505 é um pedal multi-efeito para guitarra elétrica. Existem dois modelos da Zoom 505, a original e a Zoom 505 II, que possui mais efeitos e memória. Neste dispositivo encontram-se diversos efeitos, desde o som de um violão acústico até uma distorção pesada. Além dos efeitos gravados na memória que vêm de fábrica, também há a possibilidade de se criar novos efeitos ou editar os efeitos pré-gravados. Em 2006 o Zoom 505 saiu de linha, sendo substituído pelo multi-efeitos Zoom G1 o qual, na mesma base e ideia original, aumentou a resolução de som em 3 vezes, passando para 96 kHz, além de ampliar efeitos e agregar uma bateria eletrônica.
ZOOM 1010, 3030, 4040, G1, G2, G3, G5, G7, G9 também são outros modelos de pedaleiras da marca.
A Sucessora da ZOOM 505, a ZOOM 505 II vem com mais alguns efeitos e botões de comando que facilitam o manuseio e a também programação, onde antes só existia pequenos botões laterais na sua antecessora.